# Astronomo (Vermeer)
Astronomo è un dipinto a olio su tela (50 × 45 cm) di Jan Vermeer, datato 1668 e conservato nel Museo del Louvre di Parigi. È firmato e datato sull'armadio: "IV Meer MDCLXVIII".

## Storia

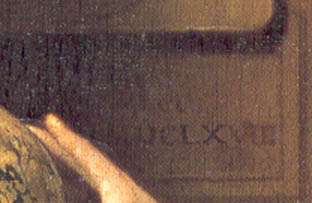
Data e firma

### Contesto
Il Secolo d'oro olandese, il favoloso Gouden Eeuw, nel 1668 è al suo culmine: l'ottenuta indipendenza dalla Spagna, nel 1648, con la pace di Vestfalia, non rappresenta altro che la certificazione internazionale dei Paesi Bassi come potenza economica, marittima e commerciale. È vero che tutto questo sta per finire: tra pochi anni Luigi XIV invaderà le sette ricche province olandesi e, anche se esse riusciranno a respingere l'invasore e mantenere l'indipendenza, l'evento segnerà l'inizio di un lungo, tranquillo declino.
Per ora, tuttavia, nulla fa presagire la crisi: i commerci in terre lontane assicurano alla madrepatria agi e ricchezza. Si ha il tempo e il modo di dedicarsi all'arte e alla scienza. Astronomia e geografia sono evidentemente le scienze del momento, essenziali per la navigazione (da cui dipendono i guadagni delle Compagnie olandesi delle Indie Orientali e delle Indie Occidentali) e la determinazione della latitudine in terra e in mare. Non sorprende perciò la scelta del soggetto e il fatto l'opera fosse concepita per essere appesa insieme al suo pendant, il Geografo nella ricca casa di qualche cultore della materia.

Gerrit Dou, Astronomo con candela, 1665, J. Paul Getty Museum, Los Angeles

### Studi sulla tela
La tela è uno dei tre dipinti datati da Vermeer; firma e data: «IVMeer MDCLXVIII» (IVM in monogramma) sono impresse sull'anta dell'armadio, in corrispondenza della mano dello scienziato. Molto si è discusso in passato sull'autenticità di tale firma: diversi critici pensavano infatti che fosse invece stata apposta da una mano postuma. In verità i dati tecnici pubblicati nel 1997 sembrano aver dissipato ogni possibile dubbio sull'autenticità della data e della firma dell'artista.
Il dipinto comparve per la prima volta nel 1713, acquistata a Rotterdam ad un'asta in cui venivano venduti dipinti appartenuti ad un consigliere comunale ed esperto d'arte della città, Adrian Paets. Successivamente, fino alla fine del secolo, fu sempre venduta in coppia con il Geografo, dipinto l'anno successivo. I nomi dati alle due tele, in verità sono abbastanza moderni, perché in passato sono stati chiamati in vario modo. All'asta del 1713 furono venduti come «Un lavoro che rappresenta un matematico, di Vander Meer», il primo, e «Lo stesso del primo», il secondo. Qualche anno più tardi erano diventati «Astrologo» e «Lo stesso», classificati come «extra scelta». Ancora più tardi questo dipinto era diventato «Filosofo», mentre l'altro «Architetto» o «Topografo».

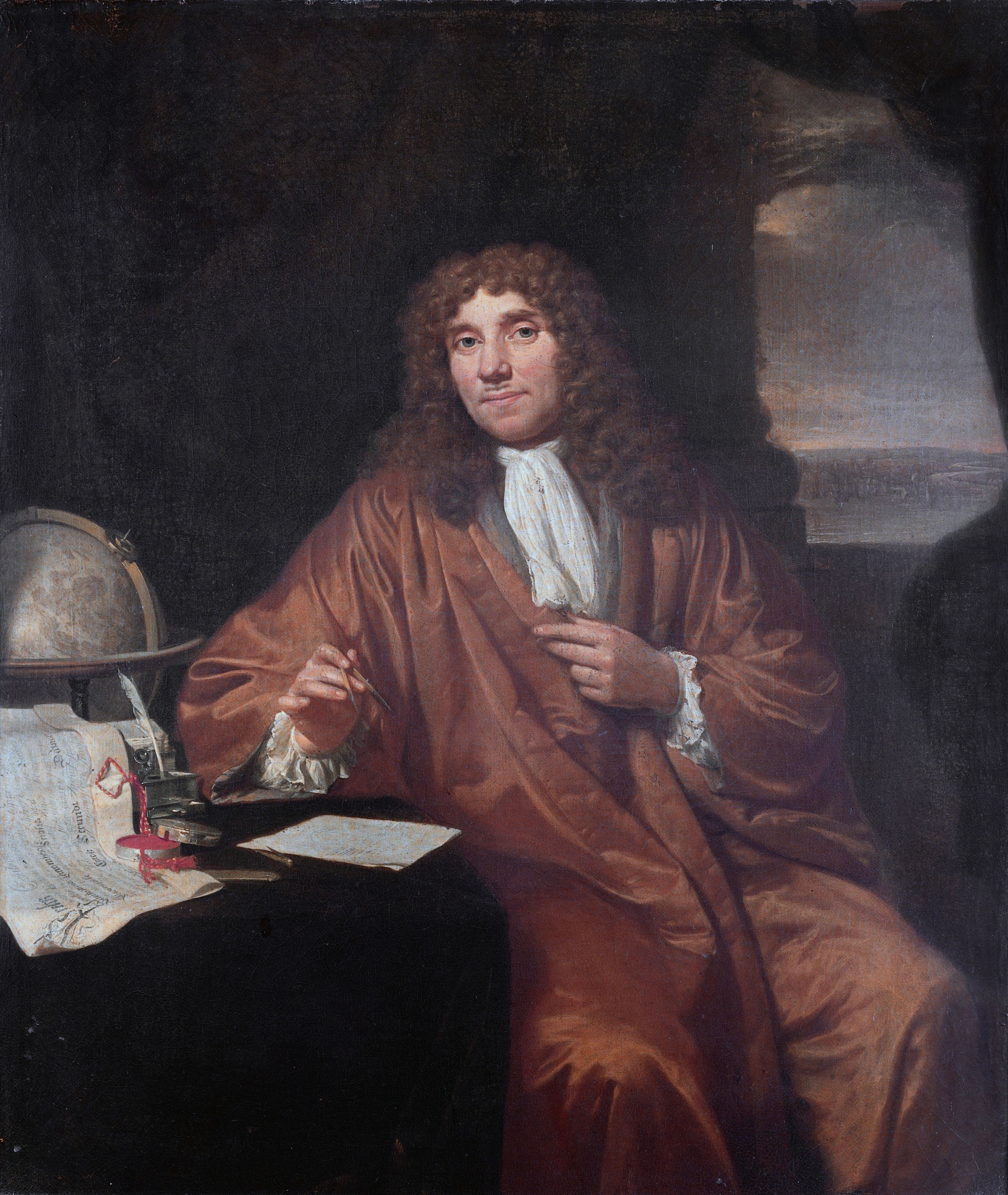
Jan Verkolje, Ritratto di Antoni van Leeuwenhoek, 1670-1693, Rijksmuseum, Amsterdam

La produzione di Vermeer ha sempre privilegiato, come si sa, la figura femminile; quella maschile svolge solitamente un ruolo di supporto: il pretendente, il pedagogo, il musico. Questo è vero, in generale, per tutta la pittura d'ambiente olandese: quando l'attenzione del pittore è concentrata sulla figura maschile, questa viene per lo più rappresentata come prototipo di una professione o di un'arte: così Gerrit Dou, uno dei più pagati, ha rappresentato un astronomo come immagine stessa della conoscenza; e anche Cornelis de Man, di Delft, ha dipinto diversi studiosi nel loro ambiente. Nel caso di Vermeer è probabile che, accanto a questi due dipinti che conosciamo se ne possano aggiungere anche altri – perduti – con queste caratteristiche. In particolare sappiamo che nell'asta del 1696 ad Amsterdam (la vendita Dissius, in cui furono venduti 21 lavori di Vermeer), viene descritto un quadro «in cui un signore attraverso un vetro si sta lavando le mani in camera con sculture, perfetto e unico, del predetto (Vermeer)», ed un altro come «il ritratto di Vermeer in una stanza con vari accessori, straordinariamente belli, dipinto da lui».
Per tutte queste caratteristiche peculiari e per le misure simili si pensa che i due lavori siano stati eseguiti probabilmente su commissione di una stessa persona: il nome di Antoni van Leeuwenhoek è stato fatto più volte, e non a caso. Il drappiere appassionato di scienza, coetaneo di Vermeer, avrebbe potuto ben rappresentare una icona della scienza (come la ragazza della Allegoria della pittura rappresenta la musa della Storia): in un dipinto di alcuni anni successivo, del ritrattista Jan Verkolje, viene rappresentato con caratteristiche per molti aspetti simili a quelle del Geografo (anche lo stesso tipo di abito). Mancano del tutto, tuttavia, prove documentarie al riguardo. Inoltre il comportamento dello studioso, successivamente alla morte del pittore, come amministratore dell'eredità, non sembra improntato ad amicizia né a benevolenza, come un tempo si credeva.

### Passaggi di proprietà
- Adriaen Paets I, Rotterdam (1669-1686);
- suo figlio, Adriaen Paets II, Rotterdam (1686-1712);

- venduto da Paets, Rotterdam, 27 aprile 1713, con il n. 10 o 11 (venduti insieme);

- Hendrick Sorgh, Amsterdam (1713-1720);

- venduto da Sorgh, Amsterdam, 28 marzo 1720, con il n. 3 o 4 (venduti insieme);

- Govert Looten, Amsterdam (1720-1729);

- venduto da Looten, Amsterdam, 31 marzo 1729, con il n. 6, (insieme ad un altro dipinto);

- Jacob Crammer Simonsz, Amsterdam (1729-1778);

- venduto da Crammer Simonsz, Amsterdam, 25 novembre 1778, con il n. 18, (insieme ad un altro dipinto);

- Jean Etienne Fizeaux, Amsterdam (1778-1780);
- la sua vedova, Amsterdam (1780-1784);
- Pieter Fouquet, Amsterdam, e Alexandre Joseph Paillet (mercante d'arte), Parigi (1784-1785);
- Jan Danser Nijman, Amsterdam (1794-1796);

- venduto da Danser Nijman, Amsterdam, 16 agosto 1797, con il n. 167;

- Jan Gildemeester, Amsterdam (1797-1799);

- venduto da Gildemeester, Amsterdam, 11 giugno 1800, con il n. 139;
- venduto da Michael Bryan, Londra, 9 maggio 1804, con il n. 145a;
- venduto, in località sconosciuta, 7 ottobre 1820, con il n. 31;

- John Gibbons, nei pressi di Birmingham (1820-1828);

- venduto da suo fratello, William Gibbons, Londra, 18 giugno 1857, con il n. 52, come Un filosofo;
- venduto da Léopold Double, Parigi, 30 maggio 1881, con il n. 17;

- Léon Gauchez, Parigi;

- venduto a Rothschild tra il 1881 and 1888;

- Alphonse de Rothschild, Parigi (fino al 1905);
- suo figlio, Edouard de Rothschild, Parigi (1905-1949);

- tra il novembre 1940 e il 1945 fu confiscato da Hitler per essere destinato al museo di Linz;

- suo figlio, Guy de Rothschild (1949-1982);
- acquistato nel 1983 dal Museo del Louvre, Parigi (inv. RF 1983-28).

### Durante la seconda guerra mondiale

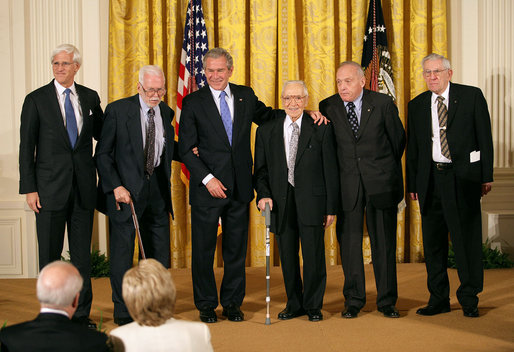
Il Presidente Bush consegna la National Humanities Medal ai rappresentanti della Monuments Men Foundation

L'Astronomo è una delle tele cui Hitler ambiva di più nel grande saccheggio perpetrato dalle truppe naziste in tutta l'Europa occupata durante il secondo conflitto mondiale. Nelle intenzioni del Führer, notoriamente pittore fallito, doveva costituire il fulcro, con l'Allegoria della pittura, di un museo – il «Führermuseum» – da costruire a Linz, sua città natale, perché rappresentativo delle conquiste scientifiche germaniche, insieme, come sempre, al Geografo.
Il dipinto fu sequestrato, insieme ad altre 5000 tele, dalle proprietà del finanziere ebreo Edouard de Rothschild, alla cui famiglia apparteneva da mezzo secolo. Il 3 febbraio 1941 fu chiuso in una cassa etichettata H13 (H sta per Hitler) e spedito in treno da Parigi per la Germania. Nel maggio 1945 il dipinto fu rinvenuto in una miniera di salgemma in Altaussee, in Austria. Il merito del ritrovamento – insieme ad altri 8000 lavori, come la Madonna di Bruges di Michelangelo e Polittico di Gand di Jan Van Eyck – è da ascrivere ai cosiddetti «Monuments Men», 345 ufficiali dell'esercito americano specialisti esperti d'arte che facevano parte del corpo Monuments, Fine Arts, and Archives (MFAA), con il compito preciso della tutela del patrimonio artistico e che riuscirono nel recupero nonostante l'ordine perentorio di Hitler di distruzione della cava e del suo contenuto.
Due ingegneri minerari riuscirono a chiudere con la dinamite la bocca della miniera per impedire il passaggio ai soldati. Dopo la guerra il dipinto fu restituito ai legittimi proprietari, che lo cedettero al Louvre nel 1983. Ricordo di questa avventura è una piccola svastica impressa sul retro della tela.

## Descrizione

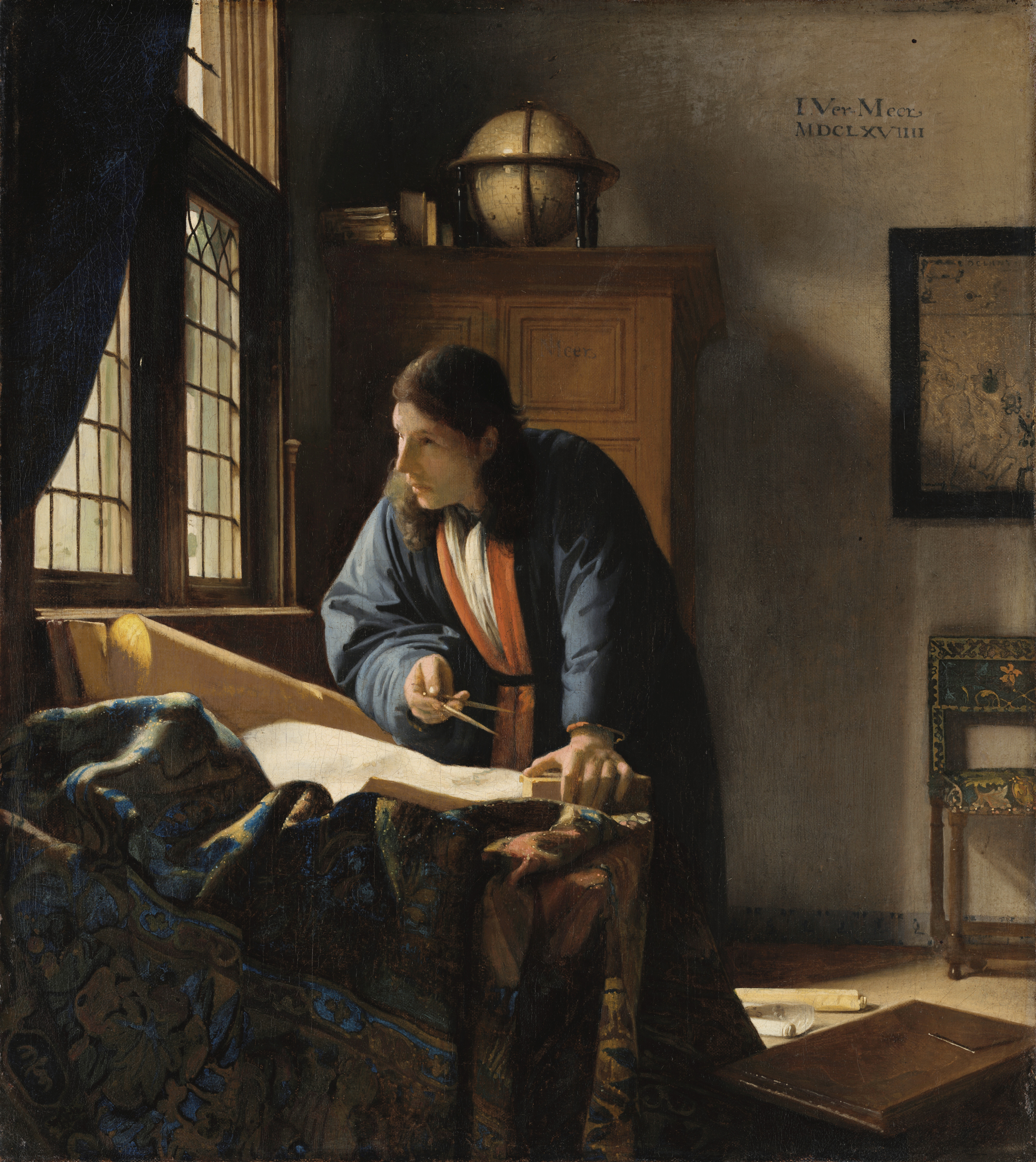
Jan Vermeer, Geografo

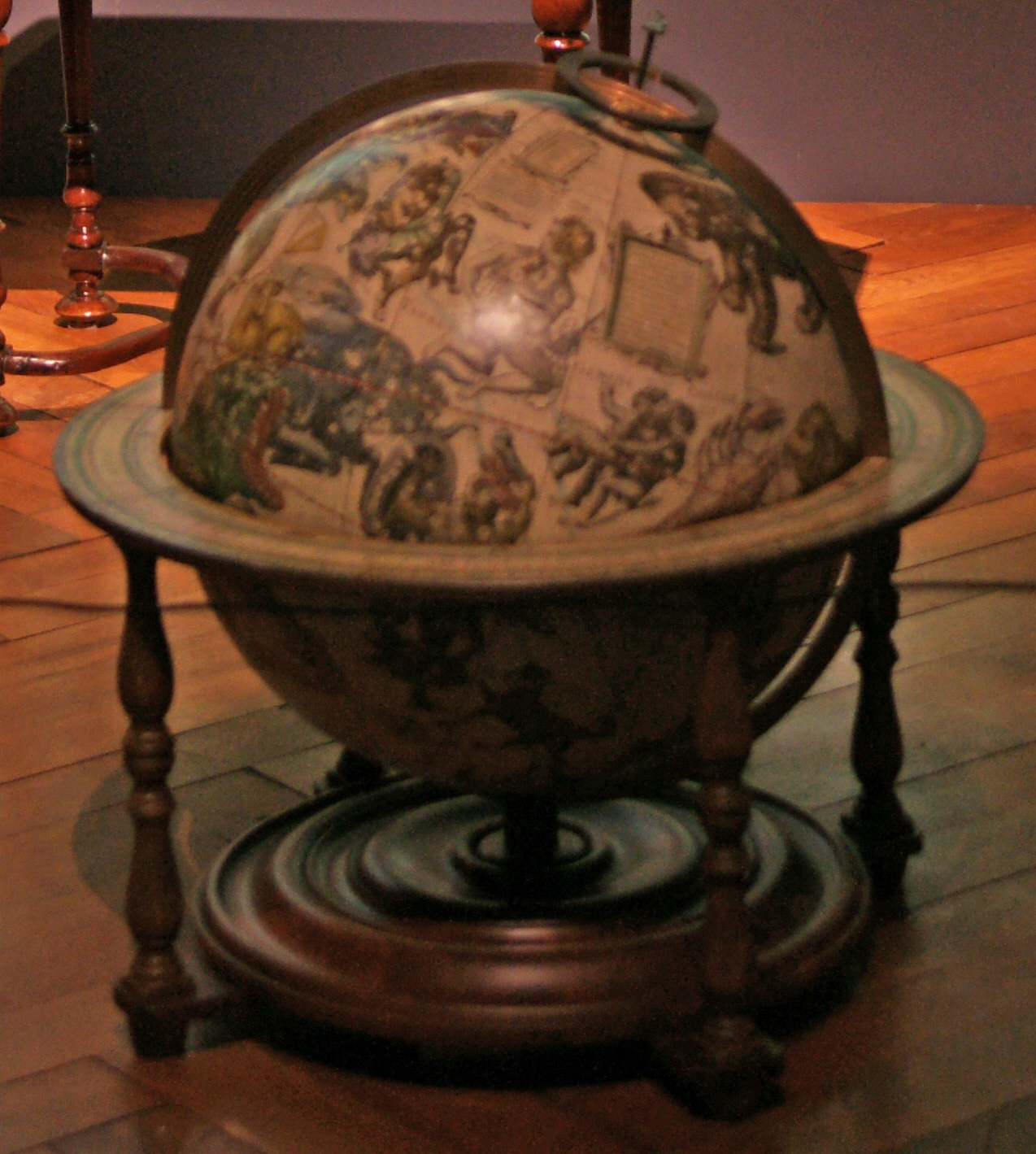
Globo celeste di Jodocus Hondius

In una stanza illuminata da una finestra a sinistra, un uomo sta seduto a un tavolo rivolto verso la luce e coperto da un pesante drappo istoriato su cui stanno appoggiati vari oggetti. Tra questi un mappamondo celeste attira l'attenzione dell'uomo, che vi rivolge lo sguardo e lo tocca, come a farlo ruotare, con la mano. Facendo questo gesto si avvicina sollevandosi leggermente.
Il nostro astronomo, in una modalità caratteristica del ritratto di sapiente, non è al telescopio, che non è neanche raffigurato; egli invece sembra ricercare sul globo le costellazioni o i corpi celesti che trova descritti nel libro che ha davanti a sé, sulla scrivania. La naturalezza del gesto sembra ricordare l'immediatezza raccolta della Fantesca che porge una lettera. Dietro al grande tappeto del tavolo si può vedere un astrolabio piano, strumento principe dell'astronomia e della navigazione, in quanto permette di ricavare, in base alla posizione degli astri, le proprie coordinate.
Ad ulteriore riprova del concepimento di quest'opera come elemento di una coppia con il Geografo sta l'analogia del soggetto e l'equivalenza del formato. In ambedue le tele Vermeer ritrae un intellettuale dai capelli lunghi e raccolti, con un abito piuttosto particolare, a prima vista simile ad una toga: forse è anche quest'abito a dare ai personaggi un'aria di persone fuori dal comune. Naturalmente sono ritratti all'interno della propria stanza e intenti nella loro occupazione. Si è anche supposto che possa trattarsi della stessa persona, forse lo stesso autore.

### Libri, strumenti e oggetti
Come nella maggior parte dei dipinti di Vermeer è presente la finestra: in questo caso è decorata con motivi policromi. Il globo celeste ritratto da Vermeer è quello fabbricato da Jodocus Hondius nel 1618, riprodotto in modo straordinariamente fedele: lo ritroviamo anche sull'armadio del Geografo. Come sempre in Vermeer gli oggetti non sono inseriti a caso o inventati: la realtà non può essere inventata, ma filtrata e interpretata. Le costellazioni che l'astronomo sta studiando su di esso sono l'Orsa Maggiore sulla sinistra, il Dragone ed Ercole al centro e la Lira a destra. Il libro che ha sulla scrivania è invece la seconda edizione de Institutiones astronomicae Geographicae, fondamentale ende grondelijkcke Onderwysinghe van de Sterrekonst ende Beschryvinghe der Aerden door het Gebruyck van de Hemelsche ende Aerdtsche Globen (Sull'esplorazione e l'osservazione delle stelle), di Adriaen Metius.
Sopra l'armadio dietro di lui si vedono almeno una decina di libri di varie dimensioni, e applicato sulle ante è un diagramma curioso con un cerchio grande e due cerchi più piccoli agli angoli superiori, ma il suo significato è oscuro: alcuni hanno suggerito che le tre forme circolari possano indicare una sorta di proiezione stereoscopica. Altri studiosi ritengono che possa essere un planisfero, un grafico a forma di stella a due dischi rotanti regolabili su un perno comune, utilizzato per visualizzare le stelle visibili a qualsiasi data e ora. Il panneggio che copre il tavolo – sembra essere lo stesso della Merlettaia – ha motivi floreali che lo caratterizzano come prodotto locale piuttosto che esotico. A ben vedere, invece è l'abito del personaggio a conferire al tutto un tocco di esoticità. Si tratta, secondo molti, di un kimono giapponese, che veniva portato nei Paesi Bassi dai mercanti. Veniva spesso indossato da magistrati e dotti spesso ritratti nei loro studi.
Il compasso nel linguaggio iconografico convenzionale indica precisione e rigore. La mancanza di un cannocchiale invece potrebbe sorprendere. In effetti negli stessi anni in cui Vermeer creava questi lavori c'erano stati grandi mutamenti in questo campo. Luigi XIV stava facendo costruire un osservatorio a Parigi (1667-1672); dieci anni prima Christian Huygens aveva scoperto, proprio con un telescopio, gli anelli di Saturno. Il giovane Newton, in questo stesso anno, aveva migliorato il telescopio a riflessione che James Gregory aveva ideato nel 1663.
Tutto questo non sembra interessare il nostro astronomo, che, in verità, non osserva nemmeno il cielo dalla finestra. Egli sembra più dedicarsi all'antica scienza dell'astrologia. Forse sta redigendo un oroscopo: astronomia e astrologia erano all'epoca ancora confuse tra di loro.
Anche il quadro appeso al muro sembra una conferma di quanto detto. Essa raffigura Mosè salvato dalle acque, prefigurazione della nascita di Cristo. Così il tema della nascita, tanto importante nella formulazione dell'oroscopo, potrebbe trovare conferma proprio dalla presenza di questa tela, che tra l'altro l'artista riprodurrà un paio d'anni più tardi anche nella Donna che scrive una lettera alla presenza della domestica, ma con diverso significato. D'altronde Mosè è anche in relazione con l'astronomia in quanto «istruito nella sapienza degli egiziani» e cioè in particolar modo nell'astronomia.
Così il quadro è, come spesso in Vermeer, null'altro che la realistica rappresentazione dello stato dei fatti: il vecchio e il nuovo coesistono, giustapposti ma non in opposizione. Dato matematico e antica saggezza nel XVII secolo sono appena all'inizio del loro divergere: l'occhio dell'artista riesce a cogliere questa ancora intima connessione, come forse non accadrà mai più in futuro. E comunque, nel microcosmo di Vermeer cogliamo ancora una volta lo sguardo interessato ad un mondo più grande, terrestre e celeste insieme, ben al di là di Delft.

## Stile

Schematizzazione grafica

Per suscitare nell'osservatore senso di ordine e di raccoglimento pur nell'istantaneità dell'immagine, Vermeer tiene accuratamente insieme gli elementi pittorici delle sue tele in una eccezionale unità dello stile, che si avvale della rigorosità prospettica, e del ricorso ad alcune tipiche caratteristiche: la provenienza della luce, sempre da sinistra, il senso di raccoglimento dovuto all'ambientazione nell'angolo di una stanza, con una barriera (un tavolo, una sedia) che separa il quadro dall'osservatore.
Così avviene anche in questa tela, se si vuole in misura anche più rigorosa: la costruzione prospettica, in questo caso, è messa in relazione con le caratteristiche geometriche del dipinto. Le linee prospettiche (in grigio nel diagramma), infatti, cadono nello stesso punto del centro geometrico (incrocio delle diagonali gialle) della tela. È improbabile che si tratti di un caso; nella stessa produzione pittorica di Vermeer troviamo la stessa caratteristica solo in una delle sue prime opere, la Pesatrice di perle. Questo dona alla scena un grande senso di equilibrio e di serenità.
Il rispetto della regola dei terzi accentua questa impressione: il primo terzo superiore è occupato dallo sfondo, mentre la figura umana occupa i due terzi inferiori (linee rosse). In tal modo la sezione centrale (in blu) viene a delimitare il campo dell'azione, cogliendo il gesto dell'uomo, vero centro concettuale del dipinto.
Questa è anche la zona in piena luce, che illumina il globo, il volto, le mani, il panneggio del tessuto sul tavolo: e sotto l'apparente realismo della composizione è facile cogliere, come sempre nelle sue opere, un senso di vicinanza distaccata che ci restituisce, a distanza di secoli, la realtà sommessa e ordinata, illuminata da una sua luce interiore, di una casa borghese..